# Supercupa Europei 2021
Supercupa Europei 2021 a fost o competiție fotbalistică care a constat într-un singur meci, organizat de UEFA în luna august 2021 și care s-a desfășurat între câștigătoarea Ligii Campionilor și câștigătoarea trofeului Europa League, cele mai importante competiții europene inter-cluburi. 
Chelsea a câștigat cu 6–5 la lovituri de departajare după 1–1 la finalul prelungirilor și a obținut Supercupa Europei pentru a doua oară.

## Echipe
| Echipa     | Calificări                                | Participări anterioare (îngroșat indică câștigătorii) |
| ---------- | ----------------------------------------- | ----------------------------------------------------- |
| Chelsea    | Câștigători ai Liga Campionilor 2020-2021 | 4 (1998, 2012, 2013, 2019)                            |
| Villarreal | Câștigători ai UEFA Europa League 2020–21 | Fără                                                  |

## Meci

### Detalii
Câștigătorii Ligii Campionilor au fost desemnați ca echipă „acasă” din motive administrative.
| Chelsea                                                                 | 1–1 (d.p.) | Villarreal                                                   |
| ----------------------------------------------------------------------- | ---------- | ------------------------------------------------------------ |
| - Ziyech 27'                                                            | Raport     | - Gerard 73'                                                 |
| - Havertz - Azpilicueta - Alonso - Mount - Jorginho - Pulisic - Rüdiger | 6–5        | - Gerard - Mandi - Estupiñán - Gómez - Raba - Foyth - Albiol |

| Chelsea | Villarreal |

| P             | 16            | Édouard Mendy       |       | 119' |
| FC            | 15            | Kurt Zouma          |       | 66'  |
| FC            | 14            | Trevoh Chalobah     |       |      |
| FC            | 2             | Antonio Rüdiger     | 44'   |      |
| MD            | 20            | Callum Hudson-Odoi  |       | 82'  |
| MC            | 7             | N'Golo Kanté (c)    |       | 65'  |
| MC            | 17            | Mateo Kovačić       |       |      |
| MS            | 3             | Marcos Alonso       |       |      |
| MO            | 22            | Hakim Ziyech        |       | 43'  |
| MO            | 29            | Kai Havertz         |       |      |
| AC            | 11            | Timo Werner         |       | 65'  |
| Rezerve:      |               |                     |       |      |
| P             | 1             | Kepa Arrizabalaga   | PSO'  | 119' |
| F             | 4             | Andreas Christensen |       | 66'  |
| F             | 6             | Thiago Silva        |       |      |
| F             | 21            | Ben Chilwell        |       |      |
| F             | 24            | Reece James         |       |      |
| F             | 28            | César Azpilicueta   |       | 82'  |
| F             | 33            | Emerson             |       |      |
| M             | 5             | Jorginho            |       | 65'  |
| M             | 10            | Christian Pulisic   |       | 43'  |
| M             | 19            | Mason Mount         |       | 65'  |
| A             | 9             | Tammy Abraham       |       |      |
| A             | 12            | Ruben Loftus-Cheek  |       |      |
| Antrenor:     |               |                     |       |      |
| Thomas Tuchel | Thomas Tuchel | Thomas Tuchel       | 45+1' |      |

| P          | 1  | Sergio Asenjo    |      |     |
| FD         | 8  | Juan Foyth       |      |     |
| FC         | 3  | Raúl Albiol (c)  |      |     |
| FC         | 4  | Pau Torres       |      |     |
| FS         | 24 | Alfonso Pedraza  |      | 58' |
| MC         | 14 | Manu Trigueros   |      | 70' |
| MC         | 25 | Étienne Capoue   |      | 70' |
| MC         | 18 | Alberto Moreno   |      | 85' |
| AD         | 21 | Yeremi Pino      | 61'  | 91' |
| AC         | 7  | Gerard Moreno    |      |     |
| AS         | 16 | Boulaye Dia      |      | 85' |
| Rezerve:   |    |                  |      |     |
| GP         | 13 | Gerónimo Rulli   |      |     |
| F          | 2  | Mario Gaspar     |      | 70' |
| F          | 12 | Pervis Estupiñán |      | 58' |
| F          | 15 | Jorge Cuenca     |      |     |
| F          | 20 | Rubén Peña       |      |     |
| F          | 22 | Aïssa Mandi      |      | 91' |
| M          | 6  | Manu Morlanes    |      | 85' |
| M          | 10 | Vicente Iborra   |      |     |
| M          | 17 | Dani Raba        | 119' | 85' |
| M          | 23 | Moi Gómez        |      | 70' |
| A          | 9  | Paco Alcácer     |      |     |
| A          | 34 | Fer Niño         |      |     |
| Antrenor:  |    |                  |      |     |
| Unai Emery |    |                  |      |     |

| Omul meciului: Gerard Moreno (Villarreal) Arbitru asistent: Igor Demeshko (Rusia) Maksim Gavrilin (Rusia) Al patrulea oficial: Aleksei Kulbakov (Belarus) Asistent video arbitru asistent: Filippo Meli (Italia) Video assistant referee: Marco Fritz (Germania) Offside video arbitru asistent: Paweł Gil (Polonia) Massimiliano Irrati (Italia) | Regulile meciului - 90 minute - 30 minute de prelungiri dacă este necesar - Lovituri de departajare dacă scorul este egal - Doisprezece rezerve numite - Maxim cinci înlocuiri, cu a șasea permisă în prelungiri |

1. ↑  Fiecărei echipe i s-au oferit doar trei ocazii de a efectua înlocuiri, cu a patra ocazie în prelungiri, excluzând înlocuirile făcute la pauză, înainte de start de prelungiri și la pauză în prelungiri.